# Quartier des Halles
Pour les articles homonymes, voir Quartier des Halles (homonymie).
Le quartier des Halles est le 2e quartier administratif de Paris situé dans le 1er arrondissement. Il tire son nom des Halles de Paris, marché de vente en gros de produits alimentaires frais, qui était autrefois établi en son centre. Ces halles furent démolies dans les années 1970 pour laisser la place au Forum des Halles, à environnement principalement piétonnier, qui abrite la plus grande gare urbaine d'Europe, la gare de Châtelet - Les Halles.

Entrée Est Canopée Halles Paris 1 en 2016.

## Situation et limites
Les limites du quartier ont été fixées en 1859 au moment de l'extension de Paris. Les limites sont :
- la rue de Rivoli au sud ;
- les rues de Marengo et Croix-des-Petits-Champs à l'ouest ;
- la rue Étienne-Marcel au nord ;
- le boulevard de Sébastopol à l'est.

|                           | \| Vivienne \| Le Mail, Bonne-Nouvelle \| Sainte-Avoye \| \| Palais-Royal \| quartier des Halles \| Saint-Merri \| \| Saint-Germain-l'Auxerrois \| Saint-Germain-l'Auxerrois \| Saint-Merri \| |              |
| Vivienne                  | Le Mail, Bonne-Nouvelle | Sainte-Avoye |
| Palais-Royal              | quartier des Halles | Saint-Merri  |
| Saint-Germain-l'Auxerrois | Saint-Germain-l'Auxerrois | Saint-Merri  |

## Historique
Le secteur est à l'origine constitué de marécages traversés par la route de Paris à Saint-Denis. À l'époque mérovingienne, un cimetière, appelé plus tard cimetière des Innocents, est établi au bord de cette route. Une chapelle, transformée ensuite en église par Louis VI le Gros vers 1130, y est fondée.
En 1137, Louis VI ordonne le transfert des deux marchés (le marché Palu de l’île de la Cité et le marché central de la place de Grève) devenus insuffisants face à l'accroissement de la ville vers le lieu-dit  « Campelli », « Les Champeaux »  (« Petits Champs »), alors situés en dehors des murs de la ville pour y établir un marché pour les merciers et les changeurs. Ce terrain appartient alors au prieuré de Saint-Denis-de-la-Chartre et le Roi, reconnait dans sa charte de 1137 devoir « cinq sols de cent » au prieuré. Le quartier s'urbanise alors. Il est incorporé à la ville après la construction de l'enceinte de Philippe Auguste à la fin du XIIe siècle. Le marché s'étend progressivement et les halles sont plusieurs fois agrandies.
En 1780, le cimetière des Innocents est fermé pour des raisons d'hygiène et les ossements exhumés et transportés aux catacombes. Le marché aux fleurs, fruits et légumes, « marché des Innocents », ouvre en 1788 sur cet espace assaini.

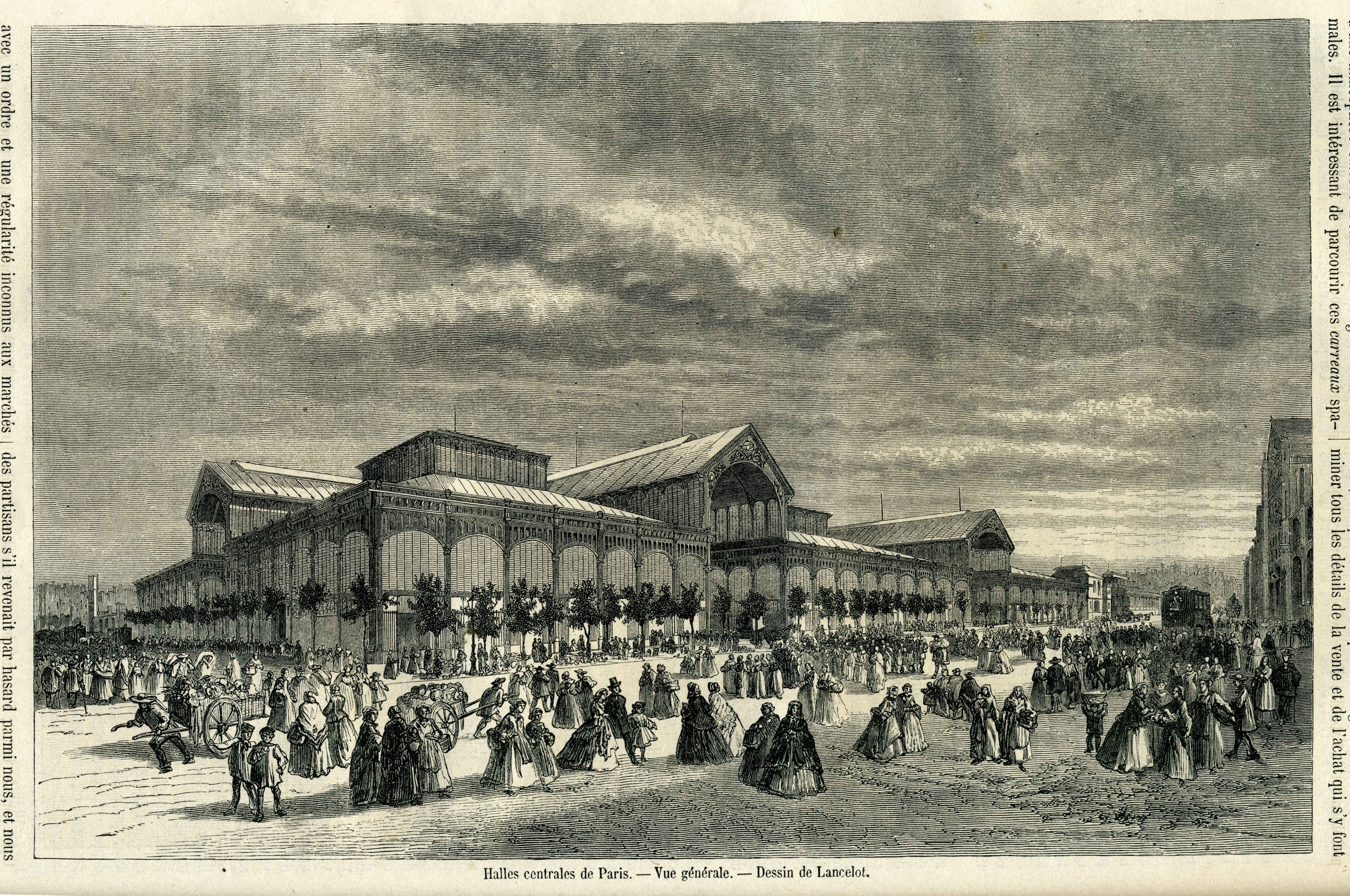
Les Halles centrales de Paris en 1862.

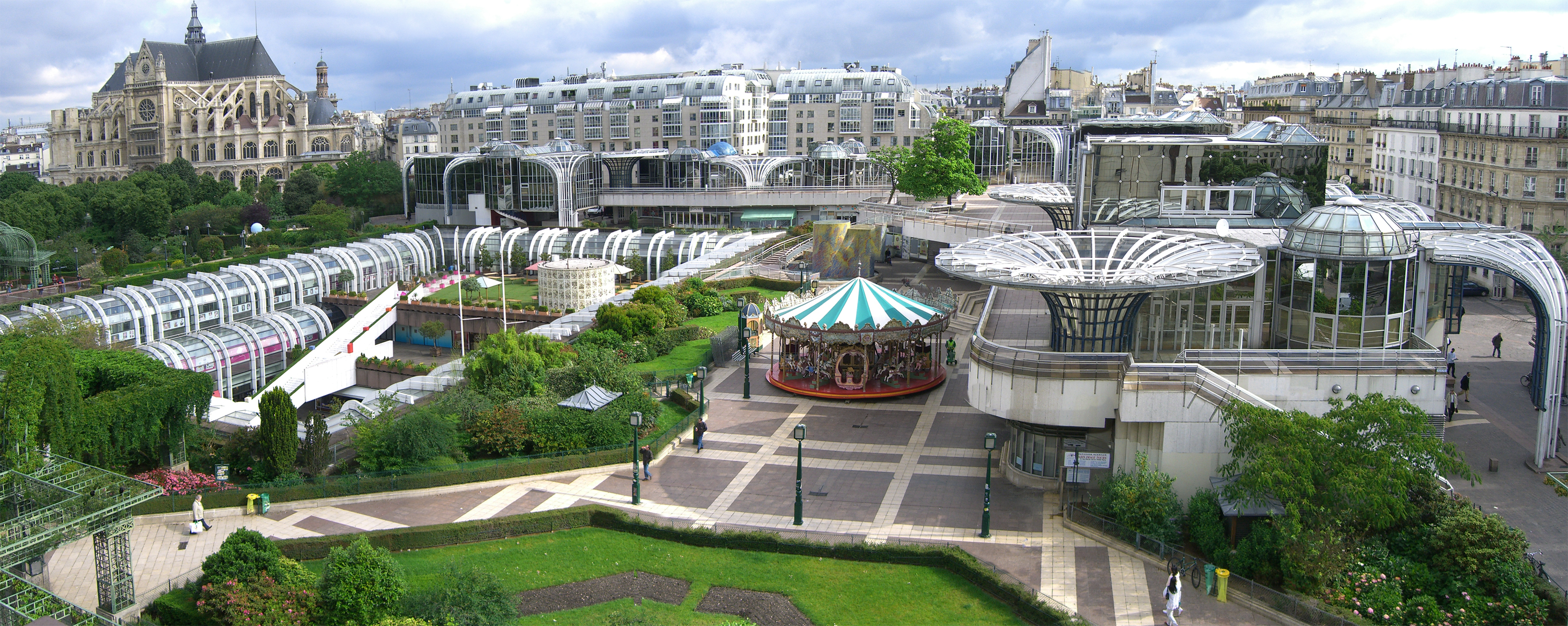
Le forum des halles en 2006.

Entre 1852 et 1870, les halles sont entièrement reconstruites par Baltard, ce qui entraine une profonde métamorphose du quartier. À la même époque, dans le cadre des transformations de Paris sous le Second Empire, de larges rues rectilignes sont également tracées au travers du lacis de rues médiévales qui caractérisent le quartier : rue des Halles, rue de Turbigo, boulevard de Sébastopol, rue du Louvre.
Les halles ferment en 1969 au profit du Marché d'intérêt national de Rungis ouvert le 3 et 4 mars 1969. Les bâtiments sont détruits dans les années 1970 et le Forum des Halles ouvre en 1979. Au nord du quartier, des îlots insalubres sont rasés et le quartier de l'Horloge est aménagé.
En 2011, des travaux de rénovation ciblent toute la zone commerciale qui se situe sous le parc fleuri. Le coût de ces travaux s'élève à 800 000 000 euros. Ces travaux entraînent la destruction des portes Lescot et Rambuteau, et permettront de désamianter les lieux. Les travaux visent à la construction du « nouveau cœur de Paris », comprenant la réorganisation des espaces publics en surface, le nouveau jardin Nelson-Mandela, la réorganisation des voiries souterraines et le réaménagement de la gare de Châtelet - Les Halles avec le forum et leurs accès. Ils comprennent aussi le désamiantage et le dépoussiérage du plomb de l'ancien Forum des Halles et la construction du nouvel édifice appelé la Canopée des Halles qui accueillera notamment un conservatoire de musique et un centre culturel au- dessus du centre commercial préexistant.

### Le quartier des Halles en 1702
Par une déclaration du roi en date du 12 décembre 1702 et par un arrêt du Conseil d'État du 14 février de la même année, Paris a désormais vingt quartiers qui sont bornés et limités dont le quartier des Halles qui est le 8e quartier.

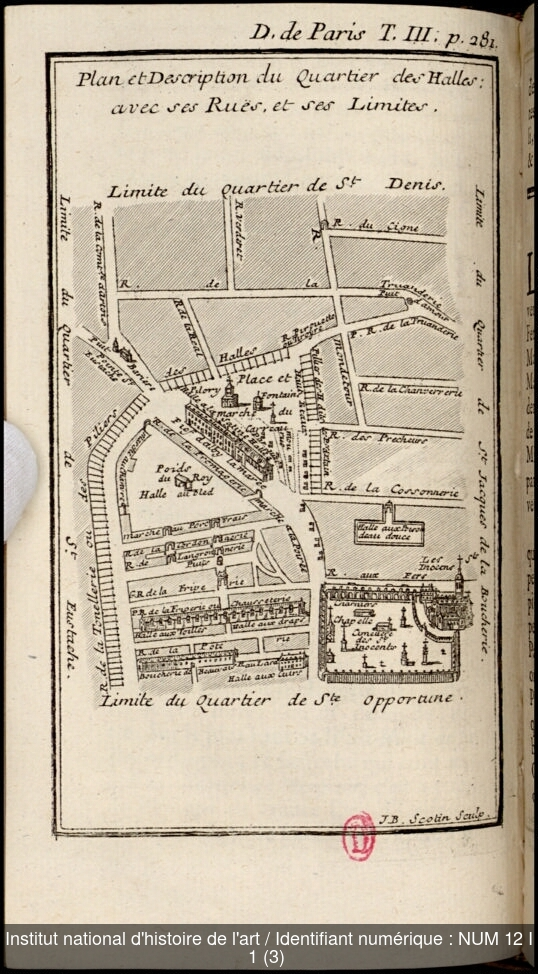
Plan du quartier des Halles en 1702.

#### Limites du quartier
Entouré par les quartiers de Saint-Denis, de Saint-Jacques-de-la-Boucherie, de Sainte-Opportune et de Saint-Eustache, le quartier des Halles est délimité à l'est par la rue Saint-Denis depuis le coin de la rue de la Ferronnerie jusqu'au coin de la rue Mauconseil, au nord par la rue Mauconseil, à l'ouest par les rues de la Comtesse-d'Artois et de la Tonnellerie et au sud par la rue de la Ferronnerie et une partie de la rue Saint-Honoré.

#### Contenu
Jean de la Caille indique que le quartier des Halles compte en 1702 :
- 1 barrière des huissiers à cheval et des sergents à verge, au Chatelet de Paris située à la pointe Saint-Eustache
- 4 boucheries
  - Boucherie de Beauvais, contenant 28 étaux
  - Boucherie de la rue de la Porte-de-la-Comtesse-d'Artois, contenant 5 étaux
  - Boucherie de la rue Aulard, contenant 3 étaux
  - Boucherie de la rue Pirouette-en-Tiroyre, contenant 2 étaux
- 5 bureaux et comptoirs 
  - celui des vendeurs de marée, situé sous les Piliers-aux-Potiers-d'Étain
  - celui du poisson d'eau douce, situé rue de la Cossonnerie
  - celui du poids le Roi, situé dans la halle au blé
  - celui des porteurs et des mesureurs de grains, situé également dans la halle au blé
  - celui de la marque au cuirs, situé rue au Lard
- La chapelle d'Orgemont[7], située sous les charniers des Saints-Innocents
- Le chapitre et l'église collégiale des Saints-Innocents situés rue aux Fers
- Le cimetière des Innocents, qui fut bâti initialement hors de la ville de Paris, afin d'éviter la corruption et le mauvais air. Un grand nombre de paroisses de Paris y ont droit de sépultures pour leurs paroissiens. Il possède plusieurs entrées : une par la rue de la Lingerie, deux par la rue aux Fers, une par la rue de la Ferronnerie et une en l'église par la rue Saint-Denis.
- Le fief d'Alby, qui est une halle couverte ou se vend la saline, situé entre la rue de la Fromagerie et le Carreau des Halles
- La fontaine à la place du Carreau ou place Guillery
- La Grande Halle, qui a plusieurs entrées. Une par la rue de la Toilerie et autres rues contient les Halles et Marchés 
  - halle aux blés et autres grains qui se distribuent tous les mercredis et samedis
  - halle à la farine, tous les jours
  - halle au beurre, le jeudi après-midi
  - halle à la chandelle, tous les samedis
  - halle à la chair de porc frais et salé, les mercredis et samedis
  - halle aux pots de grès et à la boissellerie
  - halle aux chaumes, filasse et cordes à puits
  - halle de la marée fraiche, rue de la Fromagerie
  - halle de parquet de la marée, à côté de la halle de la marée fraiche
  - halle de la saline, devant la place du carreau au fief d'Alby
  - halle du poisson d'eau douce, rue de la Cossonnerie, qui commence à trois heures du matin, jusqu'à sept heures
  - halle aux cuirs, rue Aulard
  - halle aux draps, lingerie et poterie, rue de la Petite-Friperie
  - halle aux toiles, rue de la Toilerie
- La juridiction des vendeurs de marée, située rue de la Fromagerie, qui ne connait que les différents sur le fait de la marée
- 140 lanternes publiques distribuées en 27 rues et culs-de-sac
- 735 maisons
- 3 marchés
  - le marché ou se distribue toutes sortes d'herbes, légumes, graines de jardiniers et de fruits, commençant  depuis la porte du cimetière des Innocents, près de la rue aux Fers jusqu'au coin de la rue de la Cossonnerie et appelé « Marché de la Poirées aux Halles »
  - le marché aux pains, au carrefour Guillery et sous les piliers des Halles de la rue de la Tonnellerie, qui se tient tous les mercredis et samedis
  - le marché aux œufs, beurres et fromages qui se tient également au carrefour Guillery et sous les piliers des Halles de la rue de la Tonnellerie
- Le Parquet, appelé l'Harengerie ou se vend en détail le hareng, la morue, le saumon et autres salines, situé entre la halle couverte et les Piliers des Halles
- Les Piliers des Halles, ou l'on va à couvert sous des maisons soutenus par des piliers de pierres, depuis la rue de la Chausseterie, jusqu'à la rue de la Cossonnerie, faisant le tour de la place du Pilori
- Le Pilori, situé au milieu du carrefour Guillery qui est la demeure ordinaire de l'exécuteur de la Justice
- 2 places publiques
  - la place de la Friperie
  - la place du Pilori, ou se font les publications de paix, ou aboutissent les rues de la Réale, Piroliette-en-Tiroyre, Marché-aux-Poirées et des Piliers-des-Halles
- Le Pont Alais situé à la Pointe Saint-Eustache
- 4 puits
  - à la pointe Saint-Eustache
  - à la rue de la Friperie
  - place du Puits-d'Amour
  - le puits Saint-Martin situé au marché aux Poirées
- 27 rues et culs-de-sac
- 2 tombereaux pour le nettoiement des rues de ce quartier pendant toute l'année
- la voirie pour le nettoiement des immondices et boues de ce quartier situé Faubourg-Montmartre. Dans le nettoiement des boues de ce quartier ne sont compris que ceux de la place du Carreau, Parquet de la Marée, de la Halle à la Saline et de la Halle au Blé, qui sont payés par les propriétaires et placiers desdits lieux et places.

#### Voies du quartier des Halles en 1702
| Nom                                                                        | Nombre de maisons | Nombre de lanternes |
| -------------------------------------------------------------------------- | ----------------- | ------------------- |
| Rue au Lard ou rue des Jeux-de-Paume                                       | 9                 | 2                   |
| Rue aux Fers                                                               | 38                | 6                   |
| Rue Chanverrerie ou rue Champ-Voirie                                       | 25                | 5                   |
| Rue de la Chausseterie ou rue de la Petite-Friperie                        | 32                | 5                   |
| Rue du Cygne                                                               | 21                | 3                   |
| Rue de la Cordonnerie                                                      | 30                | 5                   |
| Rue de la Cossonnerie                                                      | 44                | 8                   |
| Rue de l'Échaudé                                                           | 0                 | 0                   |
| Rue de la Friperie                                                         | 39                | 5                   |
| Rue de la Fromagerie                                                       | 39                | 5                   |
| Rue Gronnière également appelée rue Lengrognerie ou rue Petit-Saint-Martin | 0                 | 2                   |
| Rue Jean-de-Beauce                                                         | 8                 | 2                   |
| Rue de la Lingerie également appelée rue Ganterie                          | 31                | 6                   |
| Rue du Marché-aux-Poirées des Halles                                       | 32                | 4                   |
| Rue Merderet également appelée rue Verderet                                | 14                | 4                   |
| Rue Mondétour                                                              | 10                | 5                   |
| Rue des Piliers-des-Halles également appelée rue de la Tonnellerie         | 95                | 17                  |
| Rue des Piliers-des-Halles dit rue des Potiers-d'Étain                     | 19                | 2                   |
| Rue Pirouette-en-Tiroyre                                                   | 10                | 2                   |
| Place du Marché-du-Carreau également appelée place du Pilori               | 29                | 15                  |
| Rue de la Pointe Saint-Eustache                                            | 16                | 4                   |
| Rue de la Porte-de-la-Comtesse-d'Artois ou rue du Comte-d'Artois           | 37                | 5                   |
| Rue de la Poterie-des-Halles                                               | 41                | 5                   |
| Rue de la Pointe Saint-Eustache                                            | 16                | 4                   |
| Rue des Prêcheurs                                                          | 33                | 6                   |
| Rue de la Réale ou rue Jean-Gilles                                         | 4                 | 2                   |
| rue Jean-Gilles                                                            | 59                | 12                  |
| Rue de la Petite-Truanderie ou rue d'Ariane ou rue du Puits-d'Amour        | 20                | 2                   |

## Sites et monuments
- Église Saint-Eustache
- Église Saint-Leu-Saint-Gilles de Paris
- Fontaine des Innocents
- Bourse de commerce
- Forum des Halles

## Démographie
Au recensement de 1999, on y dénombrait 8 980 habitants pour 41,2 hectares, soit une densité de 21 796 hab./km2. Le quartier concentre la plupart des habitants de l'arrondissement ; des quatre, il est le seul dont la vocation soit essentiellement résidentielle.
Population du quartier (superficie : 41,2 hectares) :
| Année (recensement national) | Population | Densité (hab. par km²) | Croissance depuis le dernier recensement |
| ---------------------------- | ---------- | ---------------------- | ---------------------------------------- |
| 1860                         | 41 341     |                        |                                          |
| 1954                         | 20 298     | 49 267                 |                                          |
| 1962                         | 19 385     | 47 051                 |                                          |
| 1968                         | 17 685     | 42 925                 |                                          |
| 1975                         | 11 230     | 27 257                 |                                          |
| 1982                         | 9 668      | 23 466                 |                                          |
| 1990                         | 10 110     | 24 539                 | 4,6 %                                    |
| 1999                         | 8 984      | 21 806                 | − 11,1 %                                 |